# Blepharita praetermissa
Blepharita praetermissa là một loài bướm đêm trong họ Noctuidae.